# Венцен
Венцен (нем. Weenzen) — община в Германии, в земле Нижняя Саксония.
Входит в состав района Хильдесхайм. Подчиняется управлению Дуйнген. Население составляет 406 человек (на 31 декабря 2010 года). Занимает площадь 4,16 км².
| Год  | Население |
| ---- | --------- |
| 1990 | 464       |
| 1995 | 465       |
| 2000 | 459       |
| 2005 | 458       |
| 2010 | 421       |